# 烏樹林 (高雄市)
烏樹林，是臺灣高雄市永安區的一個傳統地域名稱，位於該區東北部。相較於今日行政區，其範圍大致包括鹽田里不含西部、永安里東北半部及東南端、保寧里不含東端、永華里東北端、維新里東北端，以及路竹區的新達里西南部。
本地區境內主要聚落為烏樹林、三塊厝，設有永安國中，東部凸出部分的東北端被劃入南科高雄園區的範圍。

## 歷史
台灣日治初期，烏樹林地區為一街庄，稱為「烏樹林庄」（舊制街庄），隸屬於維新里。該庄昔日北隔水道與竹滬庄為界，東北隔水道及陸界與後鄉庄為鄰，東邊一小段與北嶺墘庄為鄰，東南邊與本洲庄為鄰，南邊為竹仔港庄，西邊東隔阿公店溪與舊港口庄為界。
1901年（日治明治三十四年）11月11日，全台廢縣廳改設二十廳，該庄隸屬於鳳山廳。1904年（明治三十七年）5月3日，該庄編入「竹仔港區」，隸屬於鳳山廳。1909年（明治四十二年）10月25日，全台合併二十廳為十二廳，竹仔港區改隸屬於臺南廳。1920年（大正九年）10月1日，全台地方制度大改正，廢十二廳改設五州二廳，該庄改制為「烏樹林」大字，隸屬於高雄州岡山郡彌陀庄（新制街庄）。
戰後彌陀庄改制為彌陀鄉，隸屬於高雄縣，大字亦改制為村。1950年（民國39年）3月1日，彌陀鄉拆分出永安鄉，本地區改隸屬於永安鄉。同年10月1日，高、屏分治，永安鄉仍隸屬於高雄縣。2010年（民國99年）12月25日，高雄縣、市合併為直轄高雄市，永安鄉改制為永安區，村亦改制為里。

## 聚落
本地區發展較早的聚落為烏樹林、三塊厝（已向西遷移，或稱二塊厝），在日治初期的官方地圖上已有記載。另外，本地區南部西端鄰近舊港口地區的新厝仔聚落週邊已發展成為該聚落的一部分。

## 交通
省道台17線又稱「西部濱海公路」，是甲南至水底寮的幹道，經過本地區中部偏東的烏樹林聚落。由該道路北行可前往路竹區西端、湖內區西南端、茄萣區、台南市南區等地；南行可前往梓官區、橋頭區西南端、楠梓區、左營區等地。
區道高18線是烏樹林至路竹的道路，其西側端點（起點）位於本地區東北部烏樹林聚落的省道台17線路口。
區道高19線是烏林投至永安的道路，其北側端點（起點）位於本地區西部邊界偏北側的興達火力發電廠旁。
區道高20線是新港口至三塊厝的道路，其東側端點（終點）位於本地區南部、二塊厝聚落的省道台17線路口，由此向西會經過本地區南部邊界地帶最西端的新厝仔聚落（屬舊港口地區）擴展部分。

## 學校
- 永安國中

## 公務機關
- 永安區公所（位於舊港口地區新厝仔聚落擴展區）
- 高雄市梓官戶政事務所永安辦公處（位於舊港口地區新厝仔聚落擴展區）
- 高雄市政府警察局岡山分局永安分駐所（位於舊港口地區新厝仔聚落擴展區）
- 高雄市政府消防局第五大隊永安消防分隊